# تازه‌آبادکلا
تازه‌آباد کلا روستایی در دهستان قره‌طغان بخش مرکزی شهرستان نکا استان مازندران ایران است.

## جمعیت
بر پایه سرشماری عمومی نفوس و مسکن در سال ۱۳۹۵ جمعیت این روستا ۱٬۸۰۷ نفر (۶۰۰خانوار) بوده‌است. مردم تازه‌آباد کلا از قومیت طبری هستند. مردم تازه‌آباد کلا به زبان طبری (مازندرانی) سخن میگویند.